# Радио Мая
Радио „Мая“ е регионално радио, което покрива гр. Бургас и Южното Черноморие на честота 103,9 MHz, а от февруари 2015 и Варна на честота 96,4 MHz, както и Шумен на 105,4 MHz на мястото на Радио Браво. Излъчва 24-часова програма. Радиостанцията е лицензирана, регионална радиостанция от веригата „Гласът на Америка“, регионален представител на Дойче Веле за Бургас.

## История
Сигналът на радиостанцията е в ефир от 1993 г. Антената се намира на покрива на интерхотел „България“. С това съоръжение радио „Мая“ излъчва от 108 м височина. Това е най-стабилната като излъчване регионална радиостанция. Покрива район от 37 км в северна посока, 24 км в западна, 72 км в южна – до Царево като на места достига до 110 км. Студиото се намира в Бургас - ул. „Александровска“ № 17 и е оборудвано със съвременна студийна техника. Форматът на радиостанцията е широкоспектърен и копира формата на VOA, по чиято схема е създадено и радио „Мая“. От септември 2004 г. Радио „Мая“ е част от RN Mediagroup.